# Adolf von Blumröder
Adolf August Ludwig Thilo von Blumröder (* 6. Januar 1819 in Sondershausen; † 26. Dezember 1894 in Berlin) war ein preußischer Generalleutnant und Kommandant des Berliner Invalidenhauses.

## Leben

### Herkunft

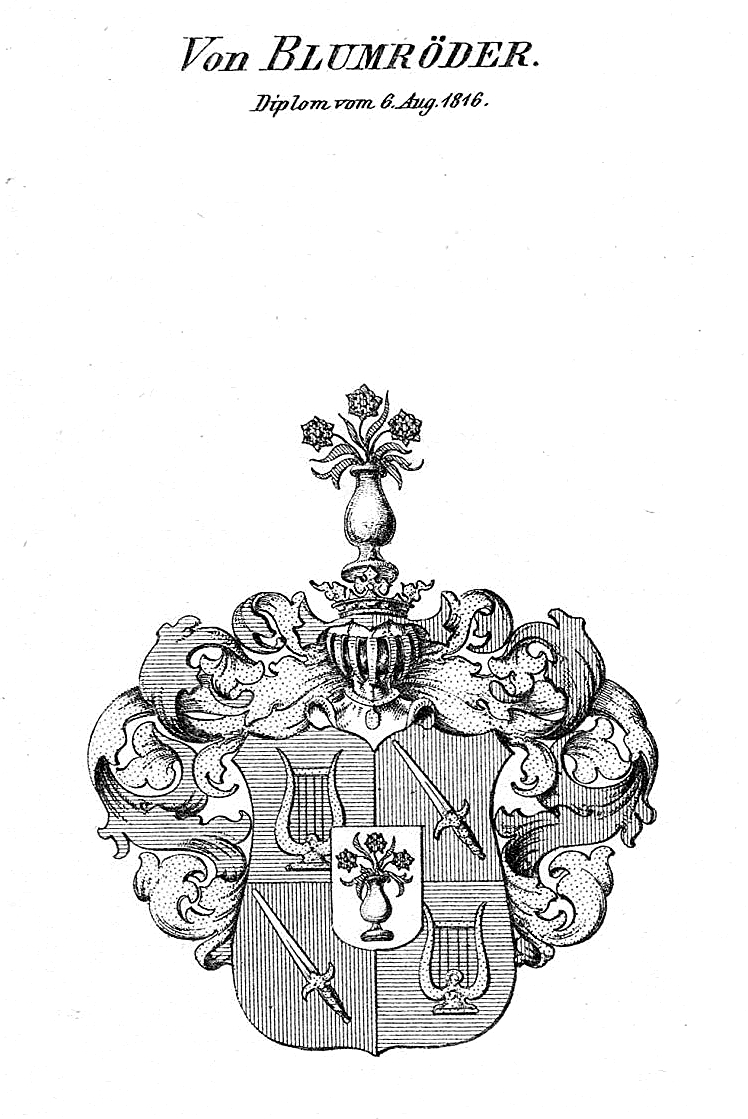
Das dem Vater 1816 zur Erhebung in den Adelsstand verliehene Wappen

Adolf entstammte der 1816 in den Adelsstand erhobenen Familie Blumröder. Er war ein Sohn von August von Blumröder und dessen Ehefrau Viktoria, geborene von Weise (1781–1832). Seine älteren Brüder waren der Fürstlich Schwarzburg-Sondershausener Regierungsrat August von Blumröder (1813–1881) und der Oberstleutnant Emil von Blumröder (1816–1866).

### Militärkarriere
Seine Erziehung erhielt Blumröder an der Salzmannschen Anstalt in Schnepfenthal und auf dem Gymnasium in Sondershausen. Er trat am 7. April 1837 in das 32. Infanterie-Regiment der Preußischen Armee ein und avancierte Ende September 1839 zum Sekondeleutnant. Von 1844 bis 1851 war er Adjutant und untersuchungsführender Offizier beim II. Bataillon. Im Rahmen einer Bundesintervention rückte sein Bataillon im Oktober 1851 in das Kurfürstentum Hessen ein und hielt sich einige Monate in Kassel auf. Im Anschluss daran wurde Blumröder Kompanieführer beim Füsilier-Bataillon, stieg im März 1852 zum Premierleutnant auf und war von Oktober 1853 bis 1857 in gleicher Funktion bei 32. Landwehr-Regiment tätig. In dieser Stellung wurde er Mitte April 1856 Hauptmann und von Mai bis Oktober als Kompanieführer beim 4. kombinierten Reserve-Bataillon in Magdeburg kommandiert. Nachdem man Blumröder Mitte  September 1858 zum Kompaniechef ernannt hatte, war er 1859 für die Dauer der Mobilmachung anlässlich des Sardinischen Krieges als Kompanieführer beim I. Bataillon im 32. Landwehr-Regiment in Merseburg. Am 3. April 1866 wurde er zum Kommandeur des Füsilier-Bataillons im 6. Brandenburgischen Infanterie-Regiment Nr. 52 ernannt. In dieser Eigenschaft nahm Blumröder im folgenden Krieg gegen Österreich an den Kämpfen bei Nachod, Skalitz, Schweinschädel sowie Königgrätz teil und wurde mit dem Roten Adlerorden IV. Klasse mit Schwertern ausgezeichnet.
Nach dem Feldzug wurde sein Regiment als Okkupationstruppen im Königreich Sachsen eingesetzt und er avancierte Ende März 1868 zum Oberstleutnant. Bei der Mobilmachung anlässlich des Krieges gegen Frankreich beauftragte man ihn 1870 mit der Führung des 3. Rheinischen Infanterie-Regiments Nr. 29. In der Schlacht bei Gravelotte wurde Blumröder durch die Zerschmetterung der Unterschenkelknochen des rechten Beins schwer verwundet. Er erhielt das Eiserne Kreuz II. Klasse, wurde anlässlich der Kaiserproklamation im Januar 1871 zum Oberst befördert und Ende des Monats zum Regimentskommandeur ernannt.
Infolge seiner Verwundung war Blumröder nicht mehr truppendiensttauglich. Er wurde daher am 10. Juni 1871 von seiner Stellung als Regimentskommandeur entbunden und zu den Offizieren von der Armee versetzt. Zur Gesundung befand er sich zwei Jahre in der Klinik von Jakob Hermann Bockenheimer in Frankfurt am Main. Unter Verleihung des Charakters als Generalmajor wurde Blumröder am 17. April 1875 zur Disposition gestellt.
Mit der Ernennung zum Kommandanten des Berliner Invalidenhauses wurde Blumröder am 30. April 1878 wiederverwendet. In dieser Funktion nahm er erhebliche Modernisierungsarbeiten, wie den Anschluss an die Kanalisation und die Fassadensanierung, des Invalidenhauses vor. Blumröder erhielt Anfang Dezember 1883 den Charakter als Generalleutnant und anlässlich des Ordensfestes im Januar 1889 den Stern zum Roten Adlerorden II. Klasse mit Eichenlaub und Schwertern am Ringe. Anfang April 1890 beging er sein 50-jähriges Dienstjubiläum und Kaiser Wilhelm II. würdigte ihn mit dem Kronen-Orden I. Klasse. Er wurde nach seinem Tod am 29. Dezember 1894 auf dem Berliner Invalidenfriedhof beigesetzt.

### Familie
Blumröder verheiratete sich am 8. Oktober 1845 in Erfurt mit Wilhelmine Wapler (1821–1852). Nach ihrem Tod ehelichte er am 26. September 1858 in Erfurt Ottilie Kroll (1834–1897). Aus den Ehen gingen fünf Kinder hervor. Sein Enkel war Hans-Adolf von Blumröder.